# أبو ذر غزنوي
أبو ذر غزنوي (ولد عام 1936، جاغوري، غزني – توفي في 12 مارس 1994، كابل) كان قائدًا عسكريًا لحزب الوحدة الإسلامي في أفغانستان خلال الحرب الأهلية الأفغانية. في 12 مارس 1994، بعد دخول طالبان إلى كابل وعندما كان حزب الوحدة تحت الحصار من قبل حكومة رباني وحركة طالبان، تم القبض عليه من قبل طالبان مع عبد العلي مزاري وتم قتلهم بعد تعرضهم للتعذيب.